# Slovenska vas (Pivka, Slovenija)
Slovenska vas je naselje u slovenskoj Općini Pivki. Slovenska vas se nalazi u pokrajini Notranjskoj i statističkoj regiji Notranjsko-kraškoj. 

## Stanovništvo
Prema popisu stanovništva iz 2002. godine naselje je imalo 46 stanovnika.